# Concepcion, Texas
Concepcion [kənˌsɛpsiˈoʊn] är en så kallad census-designated place i Duval County i Texas. Vid 2010 års folkräkning hade Concepcion 62 invånare.